# Savigné
Savigné è un comune francese di 1 350 abitanti nel dipartimento della Vienne, regione della Nuova Aquitania.

## Società

### Evoluzione demografica
Abitanti censiti